# Salvador Sediles
Salvador Sediles Moreno (Cáceres, 23 de junio de 1897 – Toledo, 28 de septiembre de 1936) fue un político y militar español que lideró la fallida sublevación de Jaca junto con Fermín Galán y Ángel García Hernández.

## Biografía
Capitán de artillería del ejército español. Protagonista de la Sublevación de Jaca, junto con Fermín Galán y Ángel García Hernández, logró escapar a Francia, si bien fue condenado a muerte “in absentia” en un Consejo de Guerra, en marzo de 1931. Tras proclamarse la Segunda República Española fue amnistiado y regresó a España. 
En las elecciones a Cortes Constituyentes de 1931 fue elegido diputado por la circunscripción de Barcelona en representación del Partido Republicano Federal de Izquierdas. En las Cortes Constituyentes formó parte de un grupo que se hizo notar por su política demagógica y antigubernamental: los jabalíes. En las elecciones a Cortes de 1933, se presentó en la Candidatura Republicana Democrática Federal, pero no revalidó el escaño.
Relató sus experiencias de la sublevación de Jaca, en el libro ¡Voy a decir la verdad!, editado en Madrid en 1931. Colaboró en la redacción del periódico La Tierra, y publicó dos relatos para La novela proletaria entre 1932 y 1933. 
Al estallar la guerra civil española, se incorporó al ejército popular. Al mando del batallón “Águilas de la Libertad”, formó parte de las fuerzas que intentaron sin éxito la rendición del Alcázar de Toledo. Murió el 28 de septiembre de 1936, en accidente de automóvil, durante la retirada precipitada de las tropas republicanas, tras la toma de Toledo por las tropas franquistas.

## Obras
- ¡Voy a decir la verdad!. Madrid, 1931
- Las calaveras de plomo. (La novela proletaria, 1932)